# Quirites
Quirites, una paraula llatina en plural, (en singular quiris) era el nom col·lectiu que es donava als ciutadans romans lliures: populus romanus quirites el poble romà sencer.
Els romans estaven subjectes al ius quiritium, dret civil o dret romà. L'origen del mot resta fosc. Segons una tradició antiga ara descartada, provindria de curites, els habitants de la ciutat sabina de Cures, pàtria del segon rei de Roma, Numa Pompili, i nom d'una tribu dels sabins establerta al Quirinal i devota del déu Quirí. Després del llegendari rapte de les sabines diu la tradició que Ròmul i Titus Taci van regnar tots dos junts a Roma i, des d'aleshores, els ciutadans es van anomenar quirites. Segons Plutarc el mot quirites derivaria de curis, que en llengua sabina significa llança. D'altres autors prefereixen pensar que deriva de curia, al seu torn derivat de co-uiris o co-viris, assemblea dels homes de la ciutat.